# Jessie Nelson
Jessie Nelson (...) è una regista, sceneggiatrice e produttrice cinematografica statunitense. Nel corso della sua carriera ha diretto interpreti del calibro di Whoopi Goldberg, Sean Penn, Michelle Pfeiffer e Diane Keaton in film come Una moglie per papà, Mi chiamo Sam e Natale all'improvviso.

## Biografia
Esordisce nel mondo del cinema nel 1990, anno in cui dirige il cortometraggio To the Moon, Alice. Il cortometraggio è stato messo in onda nel corso della trasmissione televisiva The Showtime 30-Minute Movie. Nel 1994 dirige e sceneggia il suo primo lungometraggio Una moglie per papà, con protagonisti Whoopi Goldberg e Ray Liotta. Negli anni successivi avvia la sua carriera anche nelle vesti di produttrice cinematografica, collaborando con registi come Chris Columbus e Rob Reiner. Torna dietro la macchina da presa con il film del 2001 Mi chiamo Sam, con protagonista Sean Penn. Per i successivi 14 anni si dedica prevalentemente alla sceneggiatura e alla produzione di film diretti da altri, tornando alla regia soltanto con l'opera del 2015 Natale all'improvviso. Negli anni successivi collabora con Sara Bareilles nell'ideazione e la regia della serie televisiva Little Voice, dello spettacolo teatrale Waitres e del film tratto da quest'ultimo.

## Vita privata
Ha sposato il regista televisivo Bryan Gordon e dalla loro unione è nata l'attrice Molly Gordon.

## Filmografia

### Regista

#### Cinema
- Una moglie per papà (1994)
- Mi chiamo Sam (2001)
- Natale all'improvviso (2015)
- Waitress (2023)

#### Televisione
- Curb Your Enthusiasm – 1 episodio (2017)
- Little Voice – 5 episodi (2020)

### Sceneggiatrice

#### Cinema
- Una moglie per papà (1994)
- Nemiche amiche, regia di Chris Columbus (1998)
- Storia di noi due, regia di Rob Reiner (1999)
- Mi chiamo Sam (2001)
- Perché te lo dice mamma, regia di Michael Lehmann (2007)
- Fred Claus - Un fratello sotto l'albero, regia di David Dobkin (2007)
- Natale all'improvviso (2015)
- Waitress (2023)

#### Televisione
- Daniel and the Towers – Film TV, regia di Paul Schneider (1987)
- Chicago Hope – Serie TV, 1 episodio (1996)
- Earth to America – Speciale TV, registi vari (2005)
- Little Voice – 9 episodi (2020)

### Produttrice

#### Cinema
- Una moglie per papà (1994)
- Storia di noi due, regia di Rob Reiner (1999)
- Mi chiamo Sam (2001)
- Perché te lo dice mamma, regia di Michael Lehmann (2007)
- Fred Claus - Un fratello sotto l'albero, regia di David Dobkin (2007)
- Il matrimonio che vorrei, regia di David Frankel (2012)
- Danny Collins - La canzone della vita, regia di Dan Fogelman (2015)
- Natale all'improvviso (2015)
- Waitress (2023)